# Thomas Nack
Thomas Nack (Amburgo, 6 giugno 1969) è un batterista tedesco.
Noto principalmente per la sua militanza nel gruppo power metal Gamma Ray (1993/1997), dal 1999 al 2017 è stato il batterista degli Iron Savior.
Per ironia della sorte è subentrato a Dan Zimmermann negli Iron Savior, dopo che quest'ultimo era subentrato al posto suo nei Gamma Ray pochi anni prima.

## Discografia

### Gamma Ray
- 1993 - Insanity and Genius
- 1995 - Land of the Free
- 1996 - Alive '95 (live)
- 2016 - Lust for Live (live)

### Iron Savior
- 2001 - Dark Assault
- 2002 - Condition Red
- 2005 - Battering Ram
- 2007 - Megatropolis
- 2011 - The Landing
- 2014 - Rise of the Hero
- 2015 - Megatropolis 2.0
- 2015 - Live at the Final Frontier (live)
- 2016 - Titancraft

### Anesthesia
- 1997 - The State of Being Unable to Feel Pain